# Cuevas del Almanzora
Cuevas del Almanzora és una localitat de la província d'Almeria, Andalusia. L'any 2006 tenia 11.422 habitants. La seva extensió superficial és de 263 km² i té una densitat de 43,4 hab/km². Limita al nord amb Huércal-Overa i Pulpí, al sud amb Vera i Antas, a l'est amb la mar Mediterrània i a l'oest amb Antas i Huércal-Overa, Està situada a una altitud de 88 metres i a 97 quilòmetres de la capital de la província, Almeria. Al seu terme hi ha, entre d'altres, les pedanies de Palomares i Villaricos.

## Demografia
| 1996  | 1998   | 1999   | 2000   | 2001   | 2002   | 2003   | 2004   | 2005   | 2006   |
| ----- | ------ | ------ | ------ | ------ | ------ | ------ | ------ | ------ | ------ |
| 9.495 | 10.837 | 10.824 | 10.792 | 10.155 | 10.782 | 10.776 | 11.001 | 11.484 | 11.422 |